# Urugvajska Davis Cup reprezentacija
Urugvajska Davis Cup reprezentacija predstavlja Urugvaj na međunarodnim reprezentativnim teniskim natjecanjima, kao što su Davisov kup i Olimpijske igre. Rad reprezentacije rukovodi "Urugvajski teniski savez" (špa. Asociación Uruguaya de Tenis). 
Urugvaj je debitirao na Davis Cupu 1931. godine. Njihov najbolji rezultat bio je dostizanje doigravanja za Svjetsku skupinu 1990. (izgubili od Meksika), 1992. (izgubili od Nizozemske) te 1994. (izgubili od Austrije).

### Trenutni sastav
- Ariel Behar
- Rodrigo Arus
- Martín Cuevas
- Martin Cuevas

## Poveznice
- Davis Cup
- Urugvajska Fed Cup reprezentacija